# Мельничайко Олександра Іванівна
Мельничайко Олександра Іванівна (7 березня 1932 року, с. Репужинці, УРСР, СРСР) — українська вчена, педагог, кандидат педагогічних наук (1978), доцент (1984). Дружина Мельничайка Володимира Ярославовича.

## Біографічні дані
У 1954 році закінчила філологічний факультет Чернівського університету. 
З 1954 по 1971 рік — працювала вчителем в сільських школах Тернопільської області. 
З 1972 по 1980 рік — викладач у Рівненському, а потім у Житомирському педагогічному інституті, до 1996 — у Тернопільському педагогічному інституті. 
З 1980 року — в авторському колективі зі створення підручників «Рідна мова» та методичних посібників для вчителів початкових класів.
Опублікувала більше 50 статей з методики викладання української мови. Авторка і співавторка 7 підручників для початкової школи і вузів.
У 1978 році — кандидат педагогічних наук.
У 1984 році — доцент кафедри методики української мови і культури мовлення Тернопільського національного педагогічного університету ім. В. Гнатюка.
З 1998 року — на пенсії за віком. Співпрацює з видавництвом «Навчальна книга — Богдан».
Померла.